# Дискография Arctic Monkeys
Дискография британской рок-группы Arctic Monkeys, исполняющей музыку в жанрах инди-рока, постпанк-ривайвла, гаражного и психоделического рока, включает в себя 7 студийных альбомов, 2 концертных альбома, 2 мини-альбома, 28 синглов, 2 видеоальбома и 1 микс-альбом.
Arctic Monkeys была образована в 2002 году Алексом Тёрнером (гитара, вокал), Джейми Куком (гитара), Энди Николсоном (бас-гитара) и Мэттом Хелдерсом (ударные, бэк-вокал). Записав и самостоятельно издав несколько демозаписей, группа 30 мая 2005 года выпустила дебютный сингл «Five Minutes with Arctic Monkeys». Многие лейблы предлагали группе заключить контракт, однако наиболее понравившимся музыкантам оказался лейбл Domino Records, с которым Arctic Monkeys начали сотрудничать в июне 2005 года.
Первым релизом на лейбле Domino стал сингл «I Bet You Look Good on the Dancefloor», попавший на первую позицию британского чарта. Второй сингл «When the Sun Goes Down», выпущенный неделей ранее первого студийного альбома группы, также поднялся на вершину того же хит-парада. Дебютный альбом Whatever People Say I Am, That’s What I’m Not, изданный 23 января 2006 года, достиг первого места в чартах Великобритании, Австралии и Ирландии, а также стал самым быстро продающимся дебютным альбомом за всю историю британской музыки
Группа вернулась в студию для записи нового альбома в конце 2006-го — после своего четырежды платинового дебюта. «Brianstorm», первый сингл с нового альбома, достиг второй позиции в чарте Соединённого Королевства. Альбом Favourite Worst Nightmare, выпущенный 18 апреля 2007 года, достиг вершины британского, датского, ирландского и голландского чартов, а также 7-го места в американском чарте Billboard 200. Последующие синглы «Fluorescent Adolescent» и «Teddy Picker» (би-сайды к последнему и ещё к двум синглам группа исполнила под псевдонимом The Death Ramps) заняли 5-е и 20-е места в Великобритании соответственно.
Третий студийный альбом группы Humbug, вышедший в 2009 году, достиг первых позиций в британском, ирландском, бельгийском чартах и 15-й позиции в Billboard 200. «Crying Lightning», первый сингл с альбома, занял 12-е место чарта Великобритании, а последующие «Cornerstone» и «My Propeller» там же заняли 94-ю и 90-ю позиции соответственно.
В 2011 году группа выпустила новый альбом Suck It and See, продержавшийся на вершине британского чарта одну неделю. «Don’t Sit Down ’Cause I’ve Moved Your Chair», первый сингл с альбома, занял 28-е место чарта Великобритании, однако последующие три не вошли даже в список 40 первых позиций. В марте 2012-го был выпущен сингл «R U Mine?», вошедший в чарт Соединённого Королевства на 23-ю позицию.
Пятый студийный альбом AM, выпущенный в 2013-м, возглавил сразу несколько чартов, включая британский. Синглы «Do I Wanna Know?» и «Why’d You Only Call Me When You’re High?» достигли 11-й и 8-й позиций хит-парада UK Singles Chart соответственно.
В 2018 году Arctic Monkeys выпускают шестой студийный альбом «Tranquility base hotel & casino». Он возглавил несколько чартов, в том числе и британский. 
Седьмой студийный альбом «The Car» группы был выпущен в 2022 году. Он возглавил чарт американского журнала Billboard сразу в двух категориях: лучший альтернативный альбом и лучший рок-альбом. 

## Студийные альбомы
| Год                                            | Альбом | Высшие позиции в чартах | Высшие позиции в чартах | Высшие позиции в чартах | Высшие позиции в чартах | Высшие позиции в чартах | Высшие позиции в чартах | Высшие позиции в чартах | Высшие позиции в чартах | Высшие позиции в чартах | Высшие позиции в чартах | Высшие позиции в чартах | Высшие позиции в чартах | Высшие позиции в чартах | Высшие позиции в чартах | Высшие позиции в чартах | Высшие позиции в чартах | Высшие позиции в чартах | Высшие позиции в чартах | Высшие позиции в чартах | Высшие позиции в чартах | Высшие позиции в чартах | Высшие позиции в чартах | Высшие позиции в чартах | Высшие позиции в чартах | Высшие позиции в чартах | Сертификации (Пороги продаж)                                                                                               |
| Год                                            | Альбом | GB                      | AT                      | AU                      | BE                      | CA                      | CH                      | CZ                      | DE                      | DK                      | ES                      | FI                      | FR                      | GR                      | IE                      | IT                      | JP                      | MX                      | NL                      | NO                      | NZ                      | PL                      | PT                      | RU                      | SE                      | US                      | Сертификации (Пороги продаж)                                                                                               |
| ---------------------------------------------- | --- | ----------------------- | ----------------------- | ----------------------- | ----------------------- | ----------------------- | ----------------------- | ----------------------- | ----------------------- | ----------------------- | ----------------------- | ----------------------- | ----------------------- | ----------------------- | ----------------------- | ----------------------- | ----------------------- | ----------------------- | ----------------------- | ----------------------- | ----------------------- | ----------------------- | ----------------------- | ----------------------- | ----------------------- | ----------------------- | --- |
| 2006                                           | Whatever People Say I Am, That's What I'm Not - Дата выхода: 23 января - Лейбл: Domino - Форматы: CD, LP, ЦД | 1                       | 23                      | 1                       | 9/22                    | —                       | 16                      | 2                       | 20                      | 6                       | 38                      | 8                       | 17                      | 3                       | 1                       | —                       | 9/5                     | —                       | 8                       | 12                      | 5                       | —                       | 29                      | —                       | 26                      | 24                      | Список - ARIA: Платиновый - BPI: 5× Платиновый - CRIA: Золотой - IFPI: Золотой - RIAJ: Золотой - RIANZ: Золотой            |
| 2007                                           | Favourite Worst Nightmare - Дата выхода: 18 апреля - Лейбл: Domino - Форматы: CD, LP, ЦД                     | 1                       | 6                       | 2                       | 3/9                     | 4                       | 6                       | 47                      | 2                       | 1                       | 20                      | 14                      | 6                       | 4                       | 1                       | 14                      | 4                       | 43                      | 1                       | 2                       | 4                       | 48                      | —                       | —                       | 17                      | 7                       | ARIA: Золотой BPI: 2× Платиновый RIAJ: Золотой                                                                             |
| 2009                                           | Humbug - Дата выхода: 19 августа - Лейбл: Domino - Форматы: CD, LP, ЦД                                       | 1                       | 7                       | 2                       | 1/4                     | 6                       | 7                       | —                       | 4                       | 4                       | 5                       | 11                      | 2                       | 17                      | 1                       | 17                      | 4                       | 23                      | 2                       | 7                       | 3                       | 49                      | 7                       | —                       | 12                      | 15                      | BPI: Платиновый |
| 2011                                           | Suck It and See - Дата выхода: 6 июня - Лейбл: Domino - Форматы: CD, LP, ЦД                                  | 1                       | 12                      | 4                       | 2/9                     | 12                      | 8                       | 47                      | 10                      | 2                       | 10                      | 34                      | 7                       | 38                      | 3                       | —                       | 12                      | 27                      | 6                       | 4                       | 7                       | —                       | 7                       | 20                      | 33                      | 14                      | BPI: Золотой |
| 2013                                           | AM - Дата выхода: 6 сентября - Лейбл: Domino - Форматы: CD, LP, ЦД                                           | 1                       | 2                       | 1                       | 1/4                     | 3                       | 2                       | —                       | 3                       | 1                       | 3                       | 8                       | 4                       | —                       | 1                       | 4                       | 10                      | —                       | 1                       | 5                       | 1                       | 3                       | 1                       | —                       | 15                      | 6                       | Список - AFP: Золотой - ARIA: Золотой - BEA: Золотой - BPI: Платиновый - IRMA: Платиновый - RIAA: Золотой - RIANZ: Золотой |
| 2018                                           | Tranquility Base Hotel & Casino - Дата выхода: 11 мая - Лейбл: Domino - Форматы: CD, LP, ЦД                  | 1                       | 3                       | 1                       | 1                       | 4                       | 1                       | —                       | 4                       | 2                       | 1                       | 5                       | 1                       | —                       | 2                       | 3                       | 9                       | —                       | 1                       | 2                       | 2                       | —                       | —                       | —                       | 8                       | 8                       | BPI: Серебряный |
| 2022                                           | The Car - Дата выхода: 21 октября - Лейбл: Domino - Форматы: CD, LP, ЦД                                      | 1                       | 3                       | 2                       | 2                       | 6                       | 3                       | —                       | 2                       | 5                       | 3                       | 5                       | 2                       | —                       | 2                       | 6                       | 18                      | —                       | —                       | 8                       | 2                       | 8                       | 2                       | —                       | 8                       | 6                       | BPI: Золотой |
| Знак «—» означает, что альбом не попал в чарт. | |                         |                         |                         |                         |                         |                         |                         |                         |                         |                         |                         |                         |                         |                         |                         |                         |                         |                         |                         |                         |                         |                         |                         |                         |                         | |

## Концертные альбомы
| Год                                            | Альбом                                                                                       | Высшие позиции в чартах | Высшие позиции в чартах | Высшие позиции в чартах | Высшие позиции в чартах | Высшие позиции в чартах | Высшие позиции в чартах | Высшие позиции в чартах | Высшие позиции в чартах |
| Год                                            | Альбом                                                                                       | GB                      | AU                      | DE                      | DK                      | FR                      | IE                      | JP                      | SE                      |
| ---------------------------------------------- | -------------------------------------------------------------------------------------------- | ----------------------- | ----------------------- | ----------------------- | ----------------------- | ----------------------- | ----------------------- | ----------------------- | ----------------------- |
| 2008                                           | Live in Texas - Дата выхода: 3 ноября - Лейбл: Domino - Форматы: LP, CD                      | —                       | —                       | —                       | —                       | —                       | —                       | —                       | —                       |
| 2020                                           | Live at the Royal Albert Hall - Дата выхода: 4 декабря - Лейбл: Domino - Форматы: LP, CD, ЦД | 3                       | 31                      | 50                      | 5                       | 67                      | 15                      | 66                      | —                       |
| Знак «—» означает, что альбом не попал в чарт. |                                                                                              |                         |                         |                         |                         |                         |                         |                         |                         |

Комментарии
1. ↑  Как отдельный релиз выпускался лишь в формате LP[47]; также прилагался к видеоальбому At the Apollo как бонус в форматах CD и LP[48][49].

## Мини-альбомы
| 2006                                           | Who the Fuck Are Arctic Monkeys? - Дата выхода: 24 апреля - Лейбл: Domino - Форматы: CD, ЦД | —  | — | — | — | — | — | — | — |
| 2011                                           | iTunes Festival: London 2011 - Дата выхода: 8 июля - Лейбл: Domino - Форматы: ЦД            | 79 | — | — | — | — | — | — | — |
| Знак «—» означает, что альбом не попал в чарт. |                                                                                             |    |   |   |   |   |   |   |   |

Комментарии
1. ↑  В Европе также выпускался как макси-сингл[52].
2. ↑  Выпускался эксклюзивно для iTunes Store, поэтому единственная указанная высшая позиция была достигнута в чарте iTunes UK Albums Chart, а не UK Albums Chart[53].

## Синглы
| Дата                                          | Сингл                                         | Высшие позиции в чартах | Высшие позиции в чартах | Высшие позиции в чартах | Высшие позиции в чартах | Высшие позиции в чартах | Высшие позиции в чартах | Высшие позиции в чартах | Высшие позиции в чартах | Высшие позиции в чартах | Высшие позиции в чартах | Высшие позиции в чартах | Высшие позиции в чартах | Высшие позиции в чартах | Высшие позиции в чартах | Сертификации                                              | Альбом                                        |
| Дата                                          | Сингл                                         | GB                      | AU                      | BE                      | CH                      | CZ                      | DE                      | DK                      | ES                      | FR                      | IE                      | JP                      | NL                      | SE                      | B100                    | Сертификации                                              | Альбом                                        |
| --------------------------------------------- | --------------------------------------------- | ----------------------- | ----------------------- | ----------------------- | ----------------------- | ----------------------- | ----------------------- | ----------------------- | ----------------------- | ----------------------- | ----------------------- | ----------------------- | ----------------------- | ----------------------- | ----------------------- | --------------------------------------------------------- | --------------------------------------------- |
| 30.05.2005                                    | «Five Minutes with Arctic Monkeys»            | —                       | —                       | —                       | —                       | —                       | —                       | —                       | —                       | —                       | —                       | —                       | —                       | —                       | —                       |                                                           | Неальбомный сингл                             |
| 14.10.2005                                    | «I Bet You Look Good on the Dancefloor»       | 1                       | 18                      | —/17                    | —                       | —                       | —                       | 15                      | —                       | 100                     | 12                      | 61                      | 99                      | —                       | 118                     | BPI: Золотой                                              | Whatever People Say I Am, That’s What I’m Not |
| 16.01.2006                                    | «When the Sun Goes Down»                      | 1                       | 26                      | 12/14                   | —                       | —                       | 89                      | —                       | —                       | —                       | 11                      | 52                      | 72                      | —                       | —                       | BPI: Серебряный                                           | Whatever People Say I Am, That’s What I’m Not |
| 24.04.2006                                    | «Who the Fuck Are Arctic Monkeys?»            | —                       | 37                      | —                       | —                       | —                       | 79                      | 2                       | —                       | 52                      | 5                       | 137                     | —                       | 58                      | —                       |                                                           | Неальбомный сингл                             |
| 14.08.2006                                    | «Leave Before the Lights Come On»             | 4                       | —                       | —                       | —                       | —                       | —                       | 11                      | —                       | —                       | 16                      | 57                      | —                       | —                       | —                       |                                                           | Неальбомный сингл                             |
| 01.04.2007                                    | «Brianstorm»                                  | 2                       | —                       | 9/13                    | 73                      | —                       | 64                      | 4                       | 10                      | 44                      | 7                       | 24                      | 36                      | —                       | 114                     | BPI: Серебряный                                           | Favourite Worst Nightmare                     |
| 18.06.2007                                    | «Matador» / «Da Frame 2R»                     | —                       | —                       | —                       | —                       | —                       | —                       | —                       | —                       | —                       | —                       | —                       | —                       | —                       | —                       |                                                           | Favourite Worst Nightmare                     |
| 09.07.2007                                    | «Fluorescent Adolescent»                      | 5                       | —                       | 7/—                     | —                       | —                       | 86                      | 9                       | —                       | 88                      | 12                      | 61                      | —                       | —                       | —                       | BPI: Серебряный                                           | Favourite Worst Nightmare                     |
| 03.12.2007                                    | «Teddy Picker»                                | 20                      | —                       | 25/—                    | —                       | —                       | —                       | —                       | —                       | 99                      | 32                      | 116                     | 98                      | —                       | —                       |                                                           | Favourite Worst Nightmare                     |
| 25.02.2008                                    | «The Death Ramps» / «Nettles»                 | —                       | —                       | —                       | —                       | —                       | —                       | —                       | —                       | —                       | —                       | —                       | —                       | —                       | —                       |                                                           | Неальбомный сингл                             |
| 07.07.2009                                    | «Crying Lightning»                            | 12                      | —                       | 13/9                    | —                       | 6                       | —                       | —                       | —                       | 23                      | —                       | 44                      | —                       | —                       | —                       |                                                           | Humbug                                        |
| 16.11.2009                                    | «Cornerstone»                                 | 94                      | —                       | 18/—                    | —                       | —                       | —                       | —                       | —                       | 42                      | —                       | —                       | —                       | —                       | —                       |                                                           | Humbug                                        |
| 22.03.2010                                    | «My Propeller»                                | 90                      | —                       | 7/—                     | —                       | —                       | —                       | —                       | —                       | 56                      | —                       | —                       | —                       | —                       | —                       |                                                           | Humbug                                        |
| 12.04.2011                                    | «Don't Sit Down 'Cause I've Moved Your Chair» | 28                      | —                       | 50/21                   | —                       | —                       | —                       | —                       | —                       | —                       | —                       | —                       | 55                      | —                       | —                       |                                                           | Suck It and See                               |
| 15.08.2011                                    | «The Hellcat Spangled Shalalala»              | —                       | —                       | 15/33                   | —                       | —                       | —                       | —                       | —                       | —                       | —                       | 55                      | —                       | —                       | —                       |                                                           | Suck It and See                               |
| 31.10.2011                                    | «Suck It and See»                             | —                       | —                       | 20/42                   | —                       | —                       | —                       | —                       | —                       | —                       | —                       | —                       | —                       | —                       | —                       |                                                           | Suck It and See                               |
| 23.01.2012                                    | «Black Treacle»                               | —                       | —                       | 25/38                   | —                       | —                       | —                       | —                       | —                       | —                       | —                       | —                       | —                       | —                       | —                       |                                                           | Suck It and See                               |
| 27.02.2012                                    | «R U Mine?»                                   | 23                      | —                       | 11/—                    | —                       | —                       | —                       | —                       | —                       | 147                     | —                       | —                       | —                       | —                       | —                       | BPI: Серебряный                                           | AM                                            |
| 19.06.2013                                    | «Do I Wanna Know?»                            | 11                      | 37                      | 33/33                   | 66                      | —                       | —                       | —                       | —                       | 45                      | 14                      | —                       | 62                      | —                       | 70                      | BPI: Серебряный ARIA: Золотой IFPI: Золотой RIAA: Золотой | AM                                            |
| 11.08.2013                                    | «Why’d You Only Call Me When You’re High?»    | 8                       | —                       | 31/22                   | —                       | —                       | —                       | —                       | —                       | 164                     | 33                      | 42                      | —                       | —                       | —                       | BPI: Серебряный                                           | AM                                            |
| 09.12.2013                                    | «One for the Road»                            | —                       | —                       | 76/—                    | —                       | —                       | —                       | —                       | —                       | —                       | —                       | —                       | —                       | —                       | —                       |                                                           | AM                                            |
| 10.03.2014                                    | «Arabella»                                    | 70                      | —                       | 7/—                     | —                       | —                       | —                       | —                       | —                       | —                       | —                       | —                       | —                       | —                       | —                       |                                                           | AM                                            |
| 09.06.2014                                    | «Snap Out of It»                              | 82                      | —                       | 2/35                    | —                       | —                       | —                       | —                       | —                       | —                       | 68                      | —                       | —                       | —                       | —                       |                                                           | AM                                            |
| 13.05.2018                                    | «Four Out of Five»                            |                         |                         |                         |                         |                         |                         |                         |                         |                         |                         |                         |                         |                         |                         |                                                           |                                               |
| 23.07.2018                                    | "Tranquility Base Hotel & Casino"             |                         |                         |                         |                         |                         |                         |                         |                         |                         |                         |                         |                         |                         |                         |                                                           |                                               |
| 29.08.2022                                    | There'd Better Be a Mirrorball                |                         |                         |                         |                         |                         |                         |                         |                         |                         |                         |                         |                         |                         |                         |                                                           |                                               |
| 29.09.2022                                    | Body Paint                                    |                         |                         |                         |                         |                         |                         |                         |                         |                         |                         |                         |                         |                         |                         |                                                           |                                               |
| 18.10.2022                                    | I Ain't Quite Where I Think I Am              |                         |                         |                         |                         |                         |                         |                         |                         |                         |                         |                         |                         |                         |                         |                                                           |                                               |
| Знак «—» означает, что сингл не попал в чарт. |                                               |                         |                         |                         |                         |                         |                         |                         |                         |                         |                         |                         |                         |                         |                         |                                                           |                                               |

Комментарии
1. ↑  Сингл не вошёл в чарт Billboard Hot 100, однако занял 18 место в чарте Bubbling Under Hot 100 Singles, который включает в себя 25 песен, наиболее близко подошедших к попаданию в основной чарт по синглам[66].
2. ↑  В Канаде и Австралии также выпускался как мини-альбом[67][68].
3. ↑  Сингл не вошёл в чарт Billboard Hot 100, однако занял 14 место в чарте Bubbling Under Hot 100 Singles, который включает в себя 25 песен, наиболее близко подошедших к попаданию в основной чарт по синглам[66].
4. ↑  Выпускался под псевдонимом The Death Ramps.

## Видеоальбомы
| Год                                            | Альбом                                                                          | Высшие позиции в чартах | Высшие позиции в чартах | Высшие позиции в чартах | Высшие позиции в чартах | Высшие позиции в чартах | Высшие позиции в чартах | Высшие позиции в чартах | Высшие позиции в чартах | Сертификации |
| Год                                            | Альбом                                                                          | GB                      | AU                      | DE                      | DK                      | FR                      | IE                      | JP                      | SE                      | Сертификации |
| ---------------------------------------------- | ------------------------------------------------------------------------------- | ----------------------- | ----------------------- | ----------------------- | ----------------------- | ----------------------- | ----------------------- | ----------------------- | ----------------------- | ------------ |
| 2006                                           | Scummy Man - Дата выхода: 1 марта - Лейбл: Domino, Warp Films - Формат: DVD     | —                       | —                       | —                       | —                       | —                       | —                       | 196                     | —                       |              |
| 2008                                           | At the Apollo - Дата выхода: 3 ноября - Лейбл: Domino - Формат: DVD (+LP) (+CD) | —                       | —                       | —                       | —                       | —                       | —                       | 36                      | —                       | BPI: Золотой |
| Знак «—» означает, что альбом не попал в чарт. |                                                                                 |                         |                         |                         |                         |                         |                         |                         |                         |              |

## Видеоклипы
Данный список составлен на основе информации сайта mvdbase.com.
| Год  | Песня                                         | Режиссёр(ы)                            |
| ---- | --------------------------------------------- | -------------------------------------- |
| 2005 | «Fake Tales of San Francisco»                 | Крис Коммонс, Марк Булл                |
| 2005 | «I Bet You Look Good on the Dancefloor»       | Хьюс Монфаради                         |
| 2005 | «When the Sun Goes Down»                      | Пол Фрейзер                            |
| 2006 | «The View from the Afternoon»                 | W.I.Z. (Эндрю Уистон)                  |
| 2006 | «Fake tales of San Francisco» (live)          | Джон Хардвик                           |
| 2006 | «Leave Before the Lights Come On»             | Джон Хардвик                           |
| 2007 | «Brianstorm»                                  | Хьюс Монфаради                         |
| 2007 | «Fluorescent Adolescent»                      | Ричард Айоади                          |
| 2007 | «Teddy Picker»                                | Роман Коппола                          |
| 2009 | «Crying Lightning»                            | Ричард Айоади                          |
| 2009 | «Cornerstone»                                 | Ричард Айоади                          |
| 2010 | «My Propeller»                                | Thirtytwo: Уилл Лавлейс, Дилан Саузерн |
| 2011 | «Brick by Brick»                              | Focus Creeps: Аарон Браун, Бен Чаппелл |
| 2011 | «Don’t Sit Down 'Cause I’ve Moved Your Chair» | Focus Creeps: Аарон Браун, Бен Чаппелл |
| 2011 | «The Hellcat Spangled Shalalala»              | Focus Creeps: Аарон Браун, Бен Чаппелл |
| 2011 | «Suck It and See»                             | Focus Creeps: Аарон Браун, Бен Чаппелл |
| 2011 | «Evil Twin»                                   | Focus Creeps: Аарон Браун, Бен Чаппелл |
| 2012 | «Black Treacle»                               | Focus Creeps: Аарон Браун, Бен Чаппелл |
| 2012 | «R U Mine?»                                   | Focus Creeps: Аарон Браун, Бен Чаппелл |
| 2012 | «You and I»                                   | Focus Creeps: Аарон Браун, Бен Чаппелл |
| 2013 | «Do I Wanna Know?»                            | Дэвид Уилсон                           |
| 2013 | «Why’d You Only Call Me When You’re High?»    | Набиль Элдеркин                        |
| 2013 | «One for the Road»                            | Focus Creeps                           |
| 2014 | «Arabella»                                    | Джейк Нава                             |
| 2014 | «Snap Out of It»                              | Focus Creeps                           |
| 2018 | “Four Out of Five”                            | Аарон Браун, Бен Чаппел                |
| 2018 | Tranquility Base Hotel & Casino               | Аарон Браун, Бен Чаппел                |
| 2022 | There’d Better Be A Mirrorball                | Алекс Тернер                           |
| 2022 | Body Paint                                    | Брук Линдер                            |
| 2022 | I Ain’t Quite Where I Think I Am              | Бен Чаппелл и Закери Майкл             |
| 2022 | Sculptures Of Anything Goes                   | Бен Чаппел                             |

Комментарии
1. ↑  Под псевдонимом The Death Ramps.

## Микс-альбомы
| Год                                            | Альбом                                                                            | Высшие позиции в чартах | Высшие позиции в чартах | Высшие позиции в чартах | Высшие позиции в чартах | Высшие позиции в чартах | Высшие позиции в чартах | Высшие позиции в чартах | Высшие позиции в чартах |
| Год                                            | Альбом                                                                            | GB                      | AU                      | DE                      | DK                      | FR                      | IE                      | JP                      | SE                      |
| ---------------------------------------------- | --------------------------------------------------------------------------------- | ----------------------- | ----------------------- | ----------------------- | ----------------------- | ----------------------- | ----------------------- | ----------------------- | ----------------------- |
| 2008                                           | LateNightTales - Дата выхода: 27 октября - Лейбл: Azuli Records - Форматы: CD, ЦД | —                       | —                       | —                       | —                       | —                       | —                       | —                       | —                       |
| Знак «—» означает, что альбом не попал в чарт. |                                                                                   |                         |                         |                         |                         |                         |                         |                         |                         |

Комментарии
1. ↑  Микс-альбом, составленный Мэттом Хелдерсом и выпущенный с названием Arctic Monkeys на обложке, хотя сама группа прямого отношения к альбому не имеет. В него вошли два сольных трека участников группы: Хелдерса и Тёрнера[87][88].

## Демозаписи
| Год  | Альбом                | Комментарий |
| ---- | --------------------- | --- |
| 2004 | Beneath the Boardwalk | Демоальбом, содержащий демозаписи, записанные до ноября 2004 года, семь из которых позже были перезаписаны и вошли в дебютный альбом группы Whatever People Say I Am, That’s What I’m Not. |
| 2004 | Untitled              | Четырёхпесенное демо. |
| 2005 | Untitled              | Сборник демозаписей, сделанный руководителем Domino Records для сотрудников лейбла перед заключением контракта с группой. Использовался также в рекламных целях.                           |

## Саундтреки
В данный список включены лишь официальные саундтреки, содержащие песни Arctic Monkeys.
| Год  | Материал                                       | Альбом          | Песня                                                                  |
| ---- | ---------------------------------------------- | --------------- | ---------------------------------------------------------------------- |
| 2012 | Церемония открытия летних Олимпийских игр 2012 | Isles of Wonder | «I Bet You Look Good On The Dance Floor (Live)» «Come Together (Live)» |